# كريستيانستيد
كريستيانستيد هي بلدة أمريكية، في الولايات المتحدة، تقع في سينت كروا، بلغ عدد سكانها 2,637 نسمة وذلك حسب إحصائيات سنة 2000.

## المناخ
يظهر الجدول التالي التغييرات المناخية على مدار السنة لكريستيانستيد:
| البيانات المناخية لـكريستيانستيد    | البيانات المناخية لـكريستيانستيد | البيانات المناخية لـكريستيانستيد | البيانات المناخية لـكريستيانستيد | البيانات المناخية لـكريستيانستيد | البيانات المناخية لـكريستيانستيد | البيانات المناخية لـكريستيانستيد | البيانات المناخية لـكريستيانستيد | البيانات المناخية لـكريستيانستيد | البيانات المناخية لـكريستيانستيد | البيانات المناخية لـكريستيانستيد | البيانات المناخية لـكريستيانستيد | البيانات المناخية لـكريستيانستيد | البيانات المناخية لـكريستيانستيد |
| الشهر                               | يناير                            | فبراير                           | مارس                             | أبريل                            | مايو                             | يونيو                            | يوليو                            | أغسطس                            | سبتمبر                           | أكتوبر                           | نوفمبر                           | ديسمبر                           | المعدل السنوي                    |
| ----------------------------------- | -------------------------------- | -------------------------------- | -------------------------------- | -------------------------------- | -------------------------------- | -------------------------------- | -------------------------------- | -------------------------------- | -------------------------------- | -------------------------------- | -------------------------------- | -------------------------------- | -------------------------------- |
| الدرجة القصوى °ف (°م)               | 92 (33)                          | 93 (34)                          | 92 (33)                          | 93 (34)                          | 94 (34)                          | 97 (36)                          | 94 (34)                          | 95 (35)                          | 95 (35)                          | 98 (37)                          | 93 (34)                          | 92 (33)                          | 98 (37)                          |
| متوسط درجة الحرارة الكبرى °ف (°م)   | 84.0 (28.9)                      | 84.1 (28.9)                      | 84.7 (29.3)                      | 85.5 (29.7)                      | 86.4 (30.2)                      | 87.9 (31.1)                      | 88.6 (31.4)                      | 89.1 (31.7)                      | 88.7 (31.5)                      | 87.9 (31.1)                      | 86.2 (30.1)                      | 84.7 (29.3)                      | 86.5 (30.3)                      |
| متوسط درجة الحرارة الصغرى °ف (°م)   | 72.3 (22.4)                      | 72.2 (22.3)                      | 72.7 (22.6)                      | 74.4 (23.6)                      | 76.4 (24.7)                      | 78.0 (25.6)                      | 78.4 (25.8)                      | 78.6 (25.9)                      | 77.5 (25.3)                      | 76.6 (24.8)                      | 75.1 (23.9)                      | 73.5 (23.1)                      | 75.5 (24.2)                      |
| أدنى درجة حرارة °ف (°م)             | 59 (15)                          | 61 (16)                          | 60 (16)                          | 57 (14)                          | 63 (17)                          | 62 (17)                          | 64 (18)                          | 63 (17)                          | 58 (14)                          | 65 (18)                          | 52 (11)                          | 61 (16)                          | 52 (11)                          |
| الهطول إنش (مم)                     | 2.10 (53)                        | 1.62 (41)                        | 1.48 (38)                        | 2.06 (52)                        | 3.98 (101)                       | 2.15 (55)                        | 3.04 (77)                        | 3.14 (80)                        | 4.33 (110)                       | 4.94 (125)                       | 5.83 (148)                       | 2.93 (74)                        | 37.60 (955)                      |
| متوسط أيام هطول الأمطار (≥ 0.01 in) | 15.8                             | 13.0                             | 11.6                             | 10.1                             | 12.1                             | 11.1                             | 16.5                             | 15.2                             | 14.3                             | 16.5                             | 15.6                             | 17.2                             | 168.9                            |
| المصدر: NOAA (normals 1981−2010)    |                                  |                                  |                                  |                                  |                                  |                                  |                                  |                                  |                                  |                                  |                                  |                                  |                                  |

## معرض صور

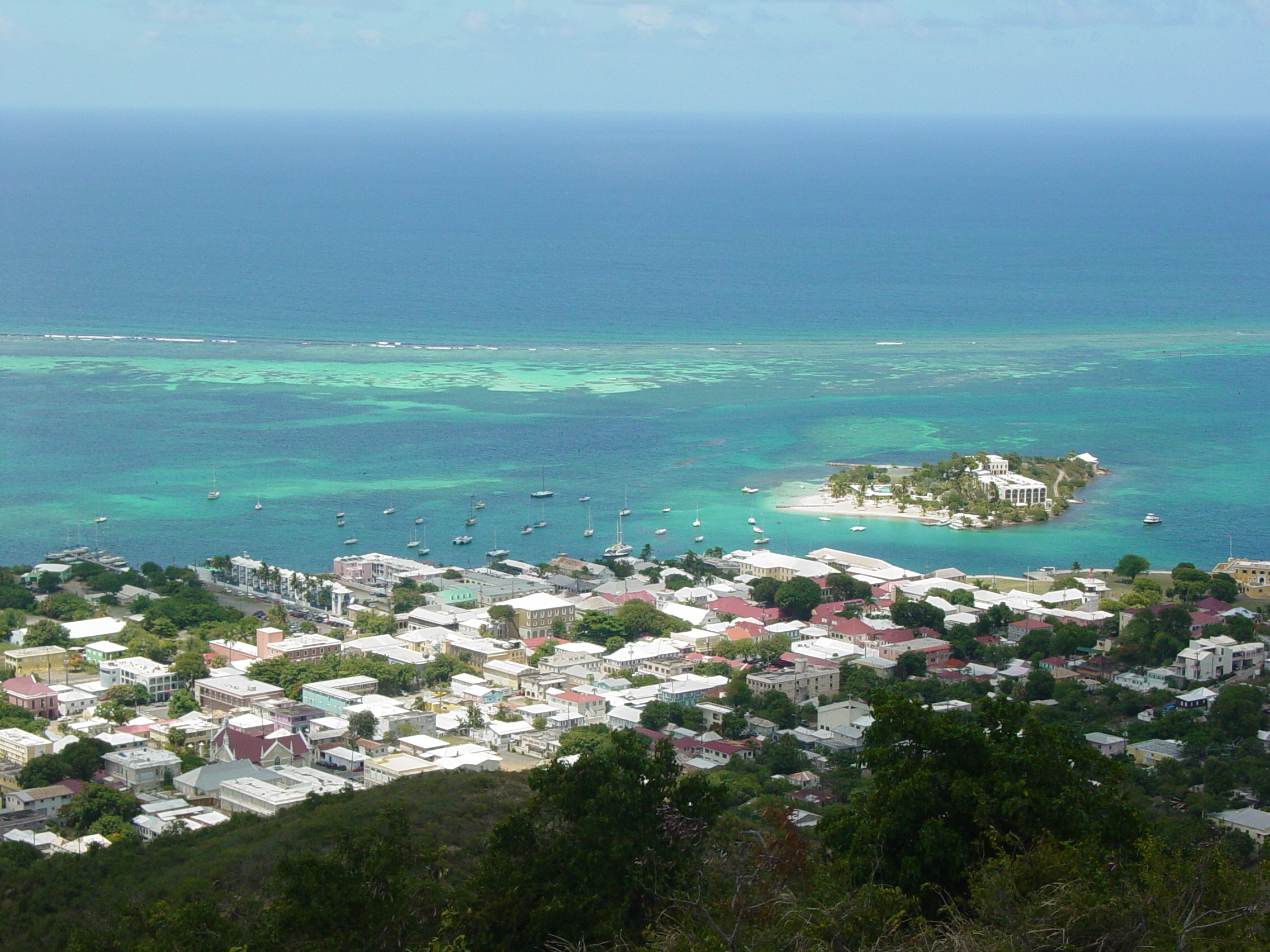
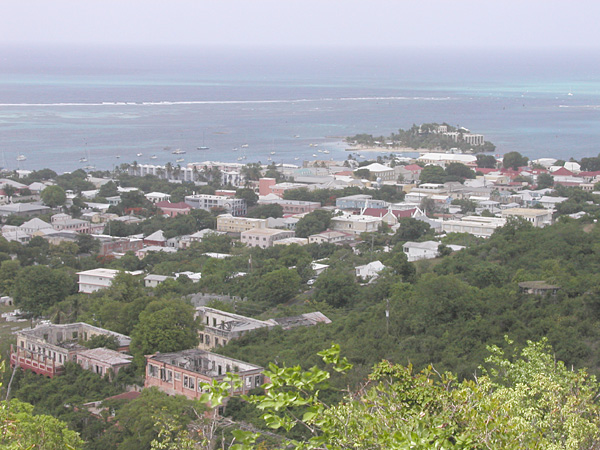
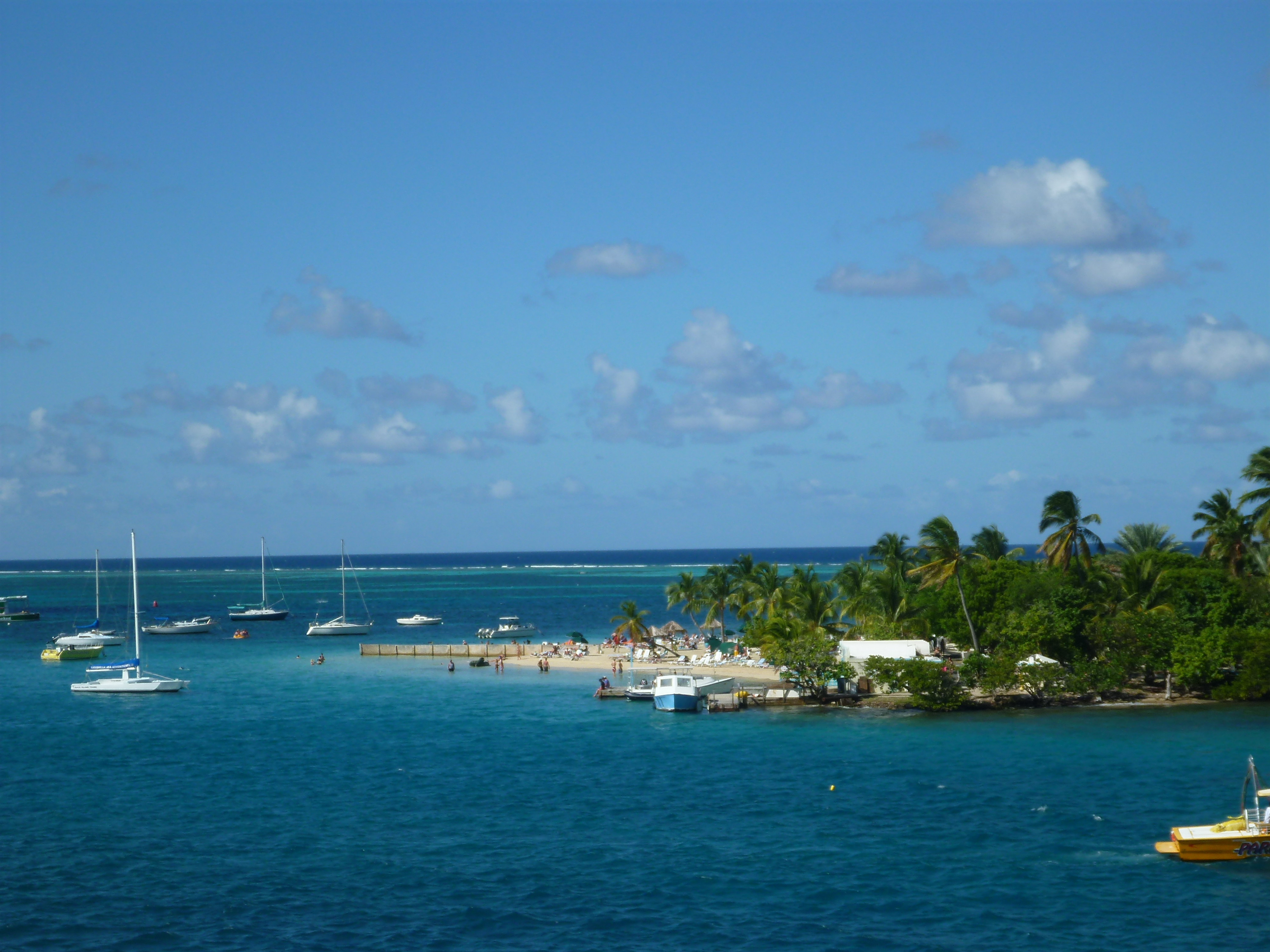
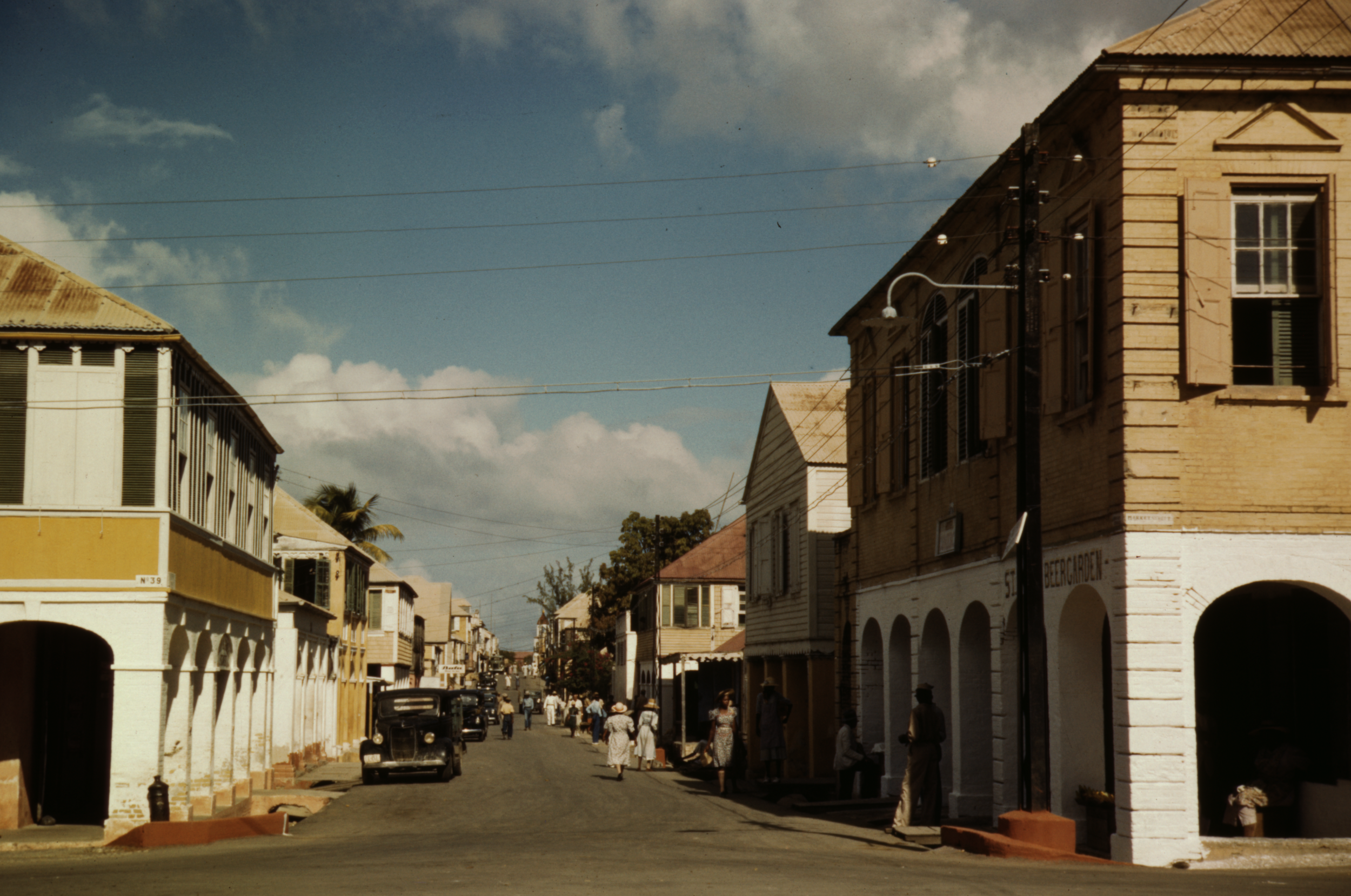
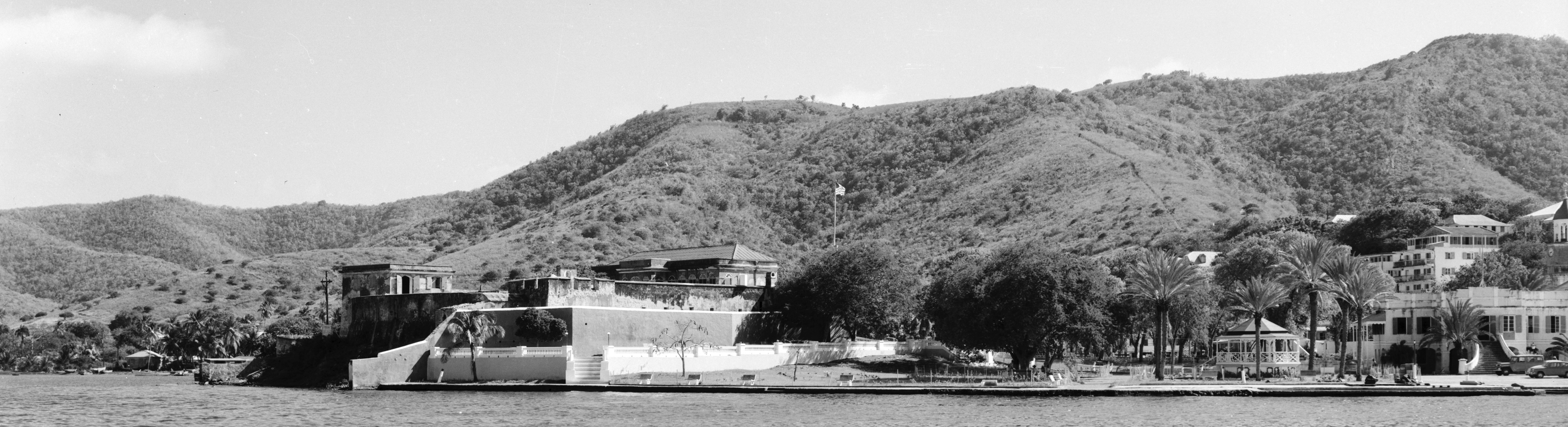

## مدن توأم
المدن التوأم:
- باكو
- مونتيسكودايو.

## أعلام
- بيني بنجامين
- غلوريا نايلور
- هنري كروز
- تيم دنكان
- جو أرسكين
- ماري توماس
- مكدونالد تايلور
- محمد حليم